# كلتون هوفيلد (تشيشير)
كلتون هوفيلد (بالإنجليزية: Clotton Hoofield)‏ هي قرية وأبرشية مدنية تقع في المملكة المتحدة في إنجلترا. يقدر عدد سكانها بـ 308 نسمة .